# 小川パークヒル
小川パークヒル（おがわパークヒル）は埼玉県比企郡小川町東部にあるニュータウンである。

## 概略
角栄建設株式会社（現在の株式会社長谷工不動産ホールディングス）通称：角栄団地が約1,400戸を開発した住宅団地で、1981年（昭和56年）から分譲開始された人口4,020人、1,418世帯（2008年4月現在）の街となっている。

## 地区
- 東小川（一丁目〜六丁目）

## 主な施設

### 地域内施設
- 小川町立東小川小学校（2022年4月1日、小川町立小川小学校へ統合により廃校）
- 小川町立上野台中学校（2011年4月1日、小川町立東中学校へ統合により廃校）
- 東小川郵便局

## 交通機関

### 鉄道
- 東武東上本線 小川町駅から約4km
  - 川越観光バス 小07系統 小川町駅 - 小川パークヒル

### 道路
- 関越自動車道
  - 嵐山小川インターチェンジから約2.5km
- 一般国道
  - 国道254号（小川バイパス）